# Lights Out Management
Lights Out Management (LOM), häufig auch als Out-of-band-Management, erlaubt einem Systemadministrator, auf ein Serversystem zuzugreifen, unabhängig davon, ob es eingeschaltet ist, oder ob ein Betriebssystem installiert wurde. Der Name „Lights Out“ (englisch für „Lichter aus“) rührt daher, dass im Rechenzentrum das Licht nicht mehr brennen muss, weil sich niemand darin aufhält.
Die LOM-Funktionalität wird von Endanwendern hauptsächlich im Serverbereich eingesetzt. Teilweise wird diese Technik aber auch bei zentral verwalteten Arbeitsplatzrechnern eingesetzt, beispielsweise zur softwareunabhängigen Fernwartung von der EDV-Abteilung aus.

## Technik
Ein LOM-System besteht aus zwei Komponenten: Die erste ist ein als dediziertes Hardware-Modul ausgeführter englisch Baseboard Management Controller, BMC, manchmal auch als „LOM-Modul“ bezeichnet, der über unabhängige Strom- und Netzanschlüsse verfügt und den Betriebszustand des Rechners auf Hardwareebene überwacht (Einschaltstatus, Temperatur, Laufzeiten usw.). Durch die unabhängige Anbindung bleibt dieses Modul auch dann aktiv, wenn der Server heruntergefahren oder defekt ist. Oftmals überwacht ein LOM auch die Funktionsweise der Hardware und kann unter Umgehung aller betriebssystemseitigen Restriktionen auf alle Hardwareressourcen wie den kompletten Speicher zugreifen.
Die zweite Komponente ist eine Software wie beispielsweise eine Web-Oberfläche, welche unabhängig von der Software und dem Betriebssystem auf dem Server den Zugriff auf den Server erlaubt. So kann der Administrator aus der Ferne den Zustand des Servers kontrollieren, die aktuelle Bildschirmausgabe über das Netz umleiten, Maus- und Tastatureingaben auslösen und eventuell auftretende Hard- oder Softwareprobleme am Rechner erkennen. Er kann das System herunterfahren, neu starten oder auch von Bootmedien, welche im Netz vorgehalten werden, neu installieren. Er kann Parameter im BIOS einstellen, die Lüfterdrehzahl verändern oder Warnmeldungen, die bei Defekten beim Booten auftreten, beobachten.

## Gründe für den Einsatz
Vor allem in großen Rechenzentren ist es nicht mehr möglich, dass das Wartungspersonal wie Systemadministratoren jeden Server vor Ort betreut: Zum einen sprechen die Wegzeiten, um physisch vor Ort sein zu können, zum anderen Zugangsbarrieren in Rechenzentren, welche aus Sicherheits- oder technischen Gründen vorhanden sind, dagegen. Vielmehr wird eine Vielzahl von Servern automatisch überwacht und bei Problemen, welche sich nicht automatisch lösen lassen, das Wartungspersonal im Journaldienst benachrichtigt. Der Administrator kann mittels LOM alle Arbeitsschritte erledigen, die keine physische Hardwareveränderung vor Ort erfordern.
Weiterer Einsatz von LOM sind Desktoprechner und Laptops in größeren, eventuell auf mehrere Standorte verteilten Organisationen wie Firmen, in welchen sich viele administrative Wartungsarbeiten durch eine zentrale EDV-Abteilung mittels Fernwartungssoftware erledigen lassen. Neben LOM stehen in diesem Anwendungsbereich auch Fernwartungsprogramme zur Verfügung, welche direkt am Rechner als eigener Prozess laufen und keine eigene Hardware benötigen, wie beispielsweise Virtual Network Computing (VNC). Durch LOM können die Möglichkeiten der rein softwaregestützten Fernwartungslösungen erweitert werden, da damit beispielsweise auch die komplette Neuinstallation von Arbeitsplatzrechnern mittels Fernwartung durch die EDV-Abteilung möglich ist.

## Sicherheitsrisiko
Den positiven Möglichkeiten von LOM stehen aber Probleme im Bereich des Datenschutzes gegenüber. Im Prinzip kann jeder, der über LOM auf einen Rechner zugreifen kann, alle Beschränkungen am Rechnersystem und Betriebssystem umgehen, ohne dass die Rechnersoftware Zugriffe erkennen oder verhindern kann. Bei einem fehlerhaft implementierten oder falsch konfigurierten LOM haben Angreifer ohne physischen Zugang zum Rechner die gleichen Möglichkeiten wie bei physischem Zugang.

## Hersteller
Ein offener und herstellerübergreifender Standard stellt das Intelligent Platform Management Interface (IPMI) dar. Daneben existieren eine Vielzahl proprietärer und meist auf einen Hersteller limitierter LOMs:
- Apple (für die Intel Xserve-Systeme)
- Cisco: Integrated Management Controller (IMC)
- F5 Networks: Always-On Management (AOM)[2]
- Fujitsu: RemoteView Service Board (RSB), Integrated Remote Management Controller (iRMC)
- Dell: Integrated Dell Remote Access Controller (iDRAC) (auf der Server-Hauptplatine integriert),  Dell Remote Access Controller (DRAC) (als Steckkarte außerhalb der Hauptplatine)
- HPE: Integrated Lights-Out (iLO)
- IBM: Remote Data Management, Integrated Management Module (IMM), Hardware Management Console (HMC)
- Intel Active Management Technology (iAMT)
- Lenovo: XClarity Controller (XCC)
- Sun Microsystems: Advanced Lights Out Management (ALOM), Integrated Lights Out Manager (ILOM)